# Queen of the Night (álbum de Loleatta Holloway)
Queen of the Night es el cuarto álbum de estudio grabado por la cantante estadounidense de Rhythm and Blues, Soul y Disco Loleatta Holloway. Lanzado en 1978 a través del sello Gold Mind.

## Historia
El álbum alcanzó la posición #47 en la lista de álbumes de R&B. También alcanzó el #187 en Billboard 200. El álbum cuenta con el sencillo "Only You", un dúo con Bunny Sigler, que alcanzó el puesto #11 en la lista Hot Soul Singles y el #87 en el Billboard Hot 100. "Catch Me On the Rebound" también alcanzó el #92 en la lista Hot Soul Singles. El álbum fue remasterizado y reeditado con pistas extra en 2014 por Big Break Records.

## Lista de Canciones
| N.º | Título                                                        | Duración |  |
| 1.  | «Catch Me On the Rebound»                                     | 6:10     |  |
| 2.  | «Only You (Con Bunny Sigler)»                                 | 6:14     |  |
| 3.  | «Good Good Feeling»                                           | 4:15     |  |
| 4.  | «Mama Don't, Papa Won't»                                      | 5:00     |  |
| 5.  | «I May Not Be There When You Want Me (But I'm Right On Time)» | 7:35     |  |
| 6.  | «You Light Up My Life»                                        | 4:05     |  |
| 7.  | «Two Sides to Every Story»                                    | 4:30     |  |
| 8.  | «I'm in Love»                                                 | 4:15     |  |

Bonus Track de la Reedición del 2014 por Big Break Records.

| N.º | Título                                                                        | Duración |  |
| 9.  | «Catch Me On the Rebound (12" Disco Mix)»                                     | 10:53    |  |
| 10. | «I May Not Be There When You Want Me (But I'm Right On Time) (12" Disco Mix)» | 10:22    |  |
| 11. | «Catch Me On the Rebound (Disco Madness Mix)»                                 | 7:34     |  |